# Nardin
Nardin je priimek več znanih Slovencev:
- Aleksander Nardin (1929—2017), zdravnik, direktor bolnišnice Šempeter pri Go, publicist
- Anton Nardin (1902—1958), prosvetni delavec
- Blaž Nardin (*1970), tehnolog, gospodarstvenik, prof. in dekan Fakultete za tehnologijo polimerov v Slovenj Gradcu
- Dušan Nardin (1928—2018), dr. ?
- Edina Nardin, avtorica unikatnih usnjenih izdelkov
- Josip Nardin (1899—1988), dr. med??
- Julij Nardin (1877—1959), fizik, letalec, tehnični izumitelj, prof. MF UL
- Karel Nardin - Jakec (*1917), partizan, polkovnik JLA in pisec partizanskih črtic
- Milan Nardin, založnik, pisatelj, publicist, prevajalec
- Radivoj Nardin, zdravstveni menedžer